# Sferocitosi

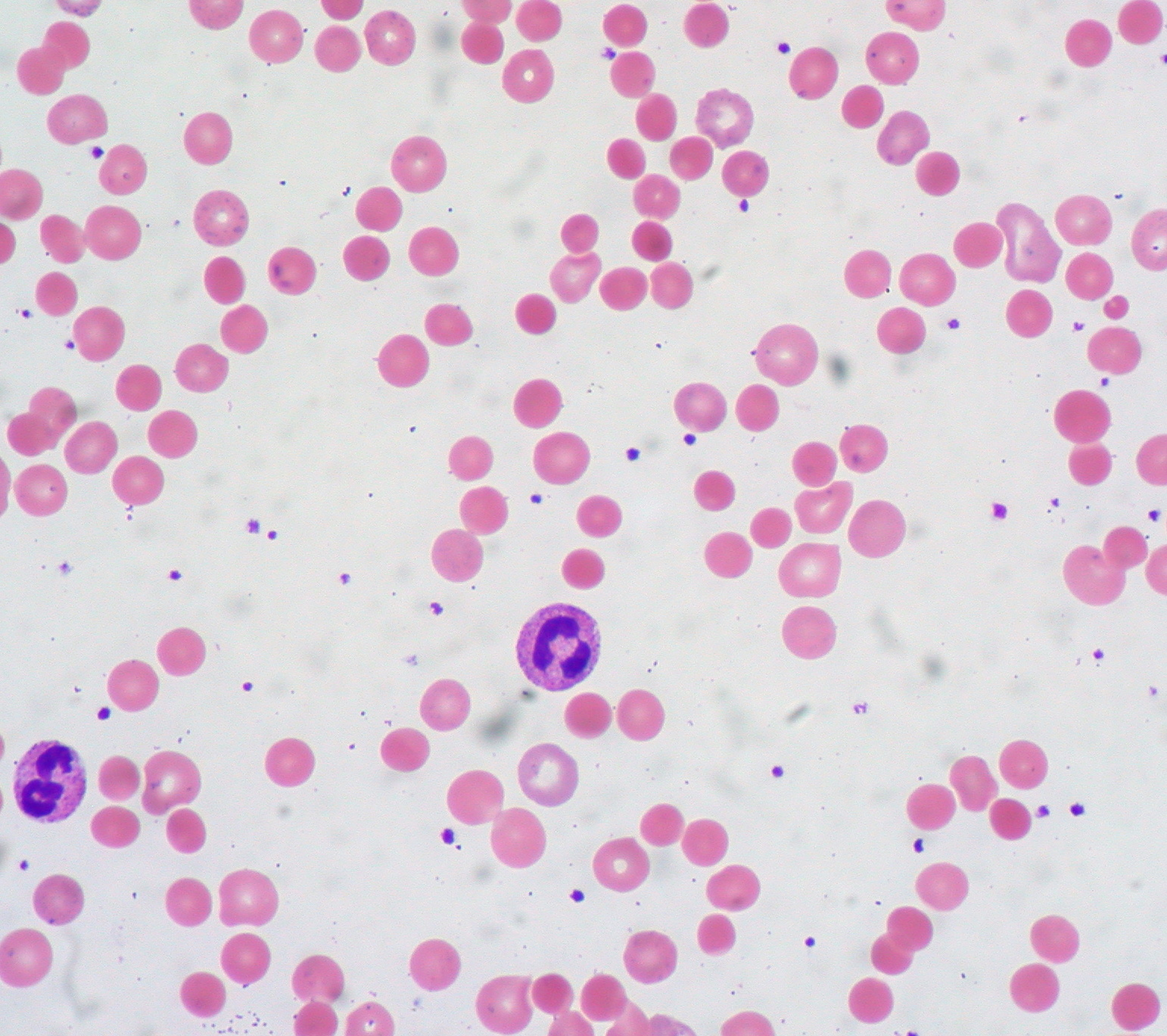
Striscio di sangue periferico che mostra sferocitosi (eritrociti più scuri e piccoli) in una donna di 78 anni con una storia di malattia infiammatoria cronica intestinale. L'origine immuno-mediata è confermata dalla positività per il test di Coombs.

Per sferocitosi si intende un quadro ematologico caratterizzato da una modificazione della forma dei globuli rossi, che dalla loro caratteristica forma a disco biconcavo divengono sferici (sferociti). Gli sferociti si riscontrano nella malattia di Minkowski-Chauffard e in alcune anemie emolitiche su base immune.
Il termine sferocitosi spesso è utilizzato come antonomasia per la stessa malattia di Minkowski-Chauffard, che è nota anche come sferocitosi ereditaria. Questa patologia è causata da mutazioni nei geni che codificano per le proteine del citoscheletro dell'eritrocita; se ne distinguono 4 tipi:
1. Carenza di spectrina e ankirina;
2. Solo carenza di spectrina;
3. Carenza della proteina banda 3;
4. Carenza della proteina banda 4.2.

A causa di questo deficit citoscheletrico, gli eritrociti si contraggono fino ad assumere la configurazione meno flessibile più stabile secondo la tensione superficiale, ovvero quella sferica. Nonostante gli sferociti possiedano un'area superficiale inferiore a quella degli eritrociti normali, essi svolgono comunque adeguatamente il loro ruolo di trasportatori dell'ossigeno e dell'anidride carbonica; sono però osmoticamente più fragili e più soggetti alla degradazione fisica.
Un'altra importante causa di sferocitosi è data dalle anemie emolitiche autoimmuni, che si discriminano dalla sferocitosi ereditaria per via della positività del test di Coombs, un test che consente di rilevare la presenza di anticorpi fissati alla superficie dei globuli rossi oppure liberi nel siero. Talvolta, anche se raramente, si utilizza la locuzione "sferocitosi non ereditaria" per discriminare queste forme dalla malattia di Minkowski-Chauffard.
Gli sferociti vengono facilmente riconosciuti dai macrofagi presenti nella polpa rossa della milza come eritrociti vecchi o danneggiati, e pertanto vengono distrutti (auto-emolisi).